# Constantino Ponce de la Fuente
Constantino Ponce de la Fuente, conocido como Doctor Constantino (San Clemente, provincia de Cuenca, 1502 - Sevilla, 1560), teólogo protestante español condenado por la Inquisición que llegó a ser capellán del rey Carlos I. 

## Biografía
Probablemente de ascendencia hebrea, nació en 1502 en San Clemente, en la diócesis de Cuenca. Se formó en la Universidad de Alcalá pero desarrolló su labor principalmente en Sevilla, adonde llegó en 1533. Mientras desempeñaba el cargo de predicador de la Catedral, fue ordenado presbítero y se licenció en Teología. Allí produjo su obra y alcanzó celebridad. Por entonces Sevilla se había convertido en el foco principal del protestantismo en España, pues algunos de los principales teólogos de la ciudad simpatizaban o se identificaban con el protestantismo, como Juan Gil (Dr. Egidio), Francisco Vargas y Constantino Ponce de la Fuente, además de hallarse allí el monasterio jerónimo de San Isidoro del Campo que rezumaba por doquier la misma doctrina, contando entre sus miembros a Casiodoro de Reina y Cipriano de Valera, el primero primer traductor de la Biblia completa al castellano a partir del hebreo y del griego, y el segundo revisor de la misma. Por allí andaba además trabajando en el Colegio de la Doctrina otro destacado protestante, Juan Pérez de Pineda.
En 1548 el doctor Constantino pasó a ejercer su cargo de capellán del rey en la corte de Carlos I, hasta 1553. Durante este tiempo, viajó como tal con el Príncipe Felipe por Italia, Alemania, Flandes, Inglaterra y Bruselas. Al regresar a Sevilla ocupó la Canonjía Magistral, vacante tras la muerte del doctor Egidio, a partir de 1557. Poco después, al descubrirse el foco luterano de Sevilla en el verano del mismo año, la Inquisición le procesó por luterano. Al ser encarcelado, Felipe II, que había oído sus sermones durante su viaje por Alemania y Flandes, junto con los de Agustín Cazalla, dijo: "Si hereje es, gran hereje será." 
Muerto poco tiempo después de ingresar en la cárcel, no pudo organizar su defensa. Poco antes de su muerte, los inquisidores descubrieron -escondida en casa de una de sus amigas- su biblioteca secreta con libros protestantes y tratados escritos de su mano. Los inquisidores, que ya habían atentado contra sus libros (censurándolos y quemándolos públicamente en 1558), arremetieron contra su vida. Cuando terminó su proceso, desenterraron sus restos mortales y le quemaron, con otros miembros de la comunidad protestante sevillana, tras el Auto de Fe del 22 de diciembre de 1560.

## Obra
Desde sus versos latinos, cuando era estudiante en Alcalá, hasta los manuscritos secuestrados por la Inquisición tras su arresto, escribió un buen número de obras que pasaron al Índice de libros prohibidos en 1559: Confesión de un pecador, Suma de Doctrina Christiana (1543), Exposición del Primer Psalmo de David o Beatus vir (1546), Catecismo Christiano (1547) y Doctrina Christiana (1548). Todas estas obras han llegado hasta nosotros, tanto en sus ediciones del siglo XVI (primero en Sevilla y luego en Amberes) como en las de Luis de Usoz y Río y otras en fechas más recientes. La obra Confesión de un pecador también se publicó anónima en Sevilla (1547).